# Cuerpo de artillería
Se llama cuerpo de artillería al personal de los generales, jefes, oficiales y tropa destinados a la construcción y servicio de las bocas de fuego.
Cuando a finales de la Edad Media se empezó a utilizar la artillería de fuego no existió un cuerpo permanente. En el momento en que se ponía un ejército en campaña, se elegían soldados sin instrucción ni experiencia que concluida la guerra se volvían a sus casas. Desde 1475, esto es, en tiempo de los Reyes Católicos, fue cuerpo fijo. Carlos I, en 1551, lo organizó de una manera más estable, pues además de cierto número de oficiales sueltos, formó compañías que se aumentaban o disminuían según las necesidades de sus ejércitos, dependiendo todos de un maestre de campo, a cuyo cargo se encontraba además el material del instituto. 
Durante los reinados de la casa de Austria no recibió el cuerpo de artillería grandes impulsos. En cambio, Felipe V, en su ordenanza de 2 de mayo de 1710, reúne las compañías sueltas en un regimiento de tres batallones con doce compañías cada uno y además, nombra un número indeterminado de oficiales destinados al servicio de las plazas y ejércitos. Su sucesor Fernando VI ya contó con un cuerpo de 4200 artilleros, de los cuales 2800 eran fijos. Carlos III, en mayo de 1764, creó el colegio de cadetes, instalándole en el histórico alcázar de Segovia. 